# Mahenoides pauliani
Mahenoides pauliani är en skalbaggsart som beskrevs av Stefan von Breuning 1957. Mahenoides pauliani ingår i släktet Mahenoides och familjen långhorningar.
Artens utbredningsområde är Madagaskar. Inga underarter finns listade i Catalogue of Life.